# 大飯発電所
座標: 北緯35度32分32秒 東経135度39分18秒 / 北緯35.54222度 東経135.65500度

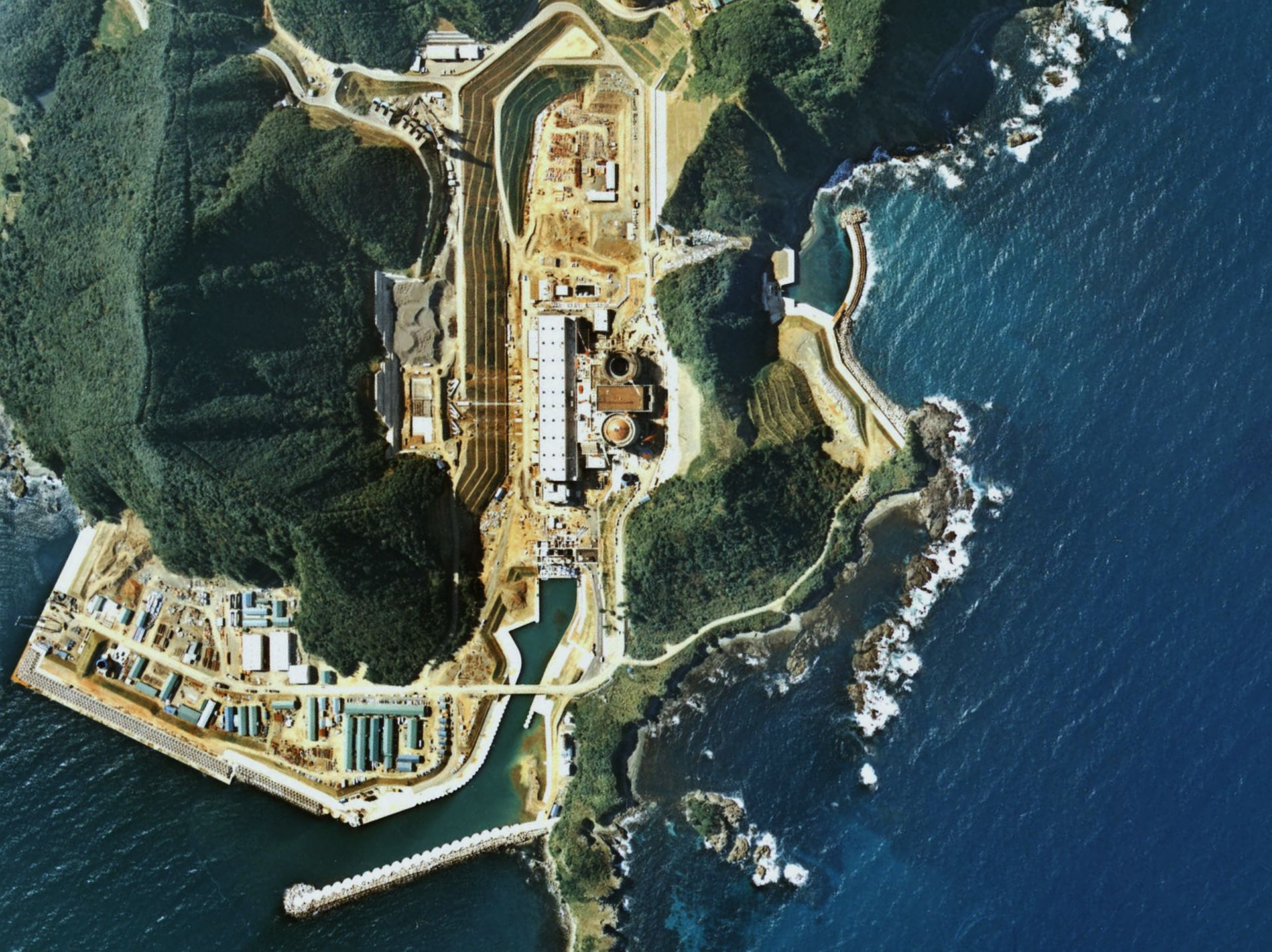
建設中の大飯発電所（1、2号機）

大飯発電所（おおいはつでんしょ）は、福井県大飯郡おおい町（合併前の旧町名は大飯町、読みは同じ）にある関西電力の原子力発電所。
1号機から4号機まで4基の原子炉の合計出力は470万kWである。日本の原子力発電所の中で、柏崎刈羽原子力発電所の出力821万2千kWに次ぐ出力である。施設周辺は若狭湾に面し、半径20km圏内に高浜発電所（大飯郡高浜町）もある。

## 概要
若狭湾に突き出した半島の先端部分に位置する。
建設費抑制のため原子炉を一度に2機分を建設する方式が採用されており、タービン建屋1棟で2機分収める構造となっている。
原子力事故への対応として、1号機と2号機には、アイスコンデンサー方式という方式を採用している。これは、格納容器の周りに設けられた1,944本のバスケットに常時1,250トンの氷を格納しておき、事故時に発生する蒸気を急速に冷却し圧力をさげる方式である。この方式により、格納容器の体積は通常方式のものに対し小さい。
その後、3号機と4号機には格納容器のコンクリート壁内部にPC鋼より線（テンドン）を入れて、あらかじめ格納容器全体を締め付けておき、事故時に発生する大きな圧力に耐えるプレストレストコンクリート製方式が採用されるようになり、アイスコンデンサ方式の採用は1号機と2号機のみとなった。

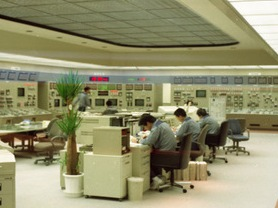
シースルーで公開されていたコントロールルームの様子（1993年5月撮影）

大飯発電所のPR施設として、おおい町大島に「エル・パーク・おおい」がある。おおいり館は発電所を1/3で再現する。
発電所の内部をガラス越しに軽装で見学できる「シースルー見学施設」が4号機に設けられていたが、現在はテロ対策のために見学できない。代替措置として、おおいり館の中でシースルー見学施設の内容を上映している。

## 発電設備
| 番号  | 原子炉形式          | 主契約者     | 定格電気出力 | 定格熱出力 | 運転開始日     | 設備利用率 （2009年度） | 現況                 |
| ----- | ------------------- | ------------ | ------------ | ---------- | -------------- | ----------------------- | -------------------- |
| 1号機 | 加圧水型軽水炉(PWR) | WH、三菱商事 | 117.5万kW    | 342.3万kW  | 1979年3月27日  | 85.6%                   | 廃炉(2017年12月22日) |
| 2号機 | 加圧水型軽水炉(PWR) | WH、三菱商事 | 117.5万kW    | 342.3万kW  | 1979年12月5日  | 93.2%                   | 廃炉(2017年12月22日) |
| 3号機 | 加圧水型軽水炉(PWR) | 三菱重工業   | 118万kW      | 342.3万kW  | 1991年12月18日 | 78.5%                   | 稼働中               |
| 4号機 | 加圧水型軽水炉(PWR) | 三菱重工業   | 118万kW      | 342.3万kW  | 1993年2月2日   | 87.6%                   | 稼働中               |

大飯発電所で想定される地震の強さは700ガル、津波の高さは1.66mから1.86m。

## 経緯
- 1972年
  - 10月21日 - 1号機着工[5]。
  - 11月14日 - 2号機着工[5]。
- 1973年1月28日 - 1・2号機に対する設置許可申請。
- 1977年12月2日 - 1号機、初臨界[6]。
- 1978年9月14日 - 2号機、初臨界[7]。
- 1979年
  - 3月27日 - 1号機、営業運転開始[7]。
  - 12月5日 - 2号機、営業運転開始[8]。
- 1987年
  - 2月10日 - 3・4号機に対する設置許可。
  - 5月29日 - 3・4号機の増設工事着工[9]。
- 1991年
  - 5月17日 - 3号機、初臨界[10]。
  - 12月18日 - 3号機、営業運転開始[10]。
- 1992年5月28日 - 4号機、初臨界[11]。
- 1993年2月2日 - 4号機、営業運転開始[12]。
- 2005年12月22日 - 午前8時50分頃、大雪と強風のために送電線にトラブルが発生し、運転中のユニットが自動停止。
- 2011年7月16日 - 調整運転中の1号機で、C-蓄圧タンク圧力の低下により同機の運転を手動停止。
- 2017年12月22日 - 1・2号機の廃炉が決定。

## 2011年地震後の運転停止

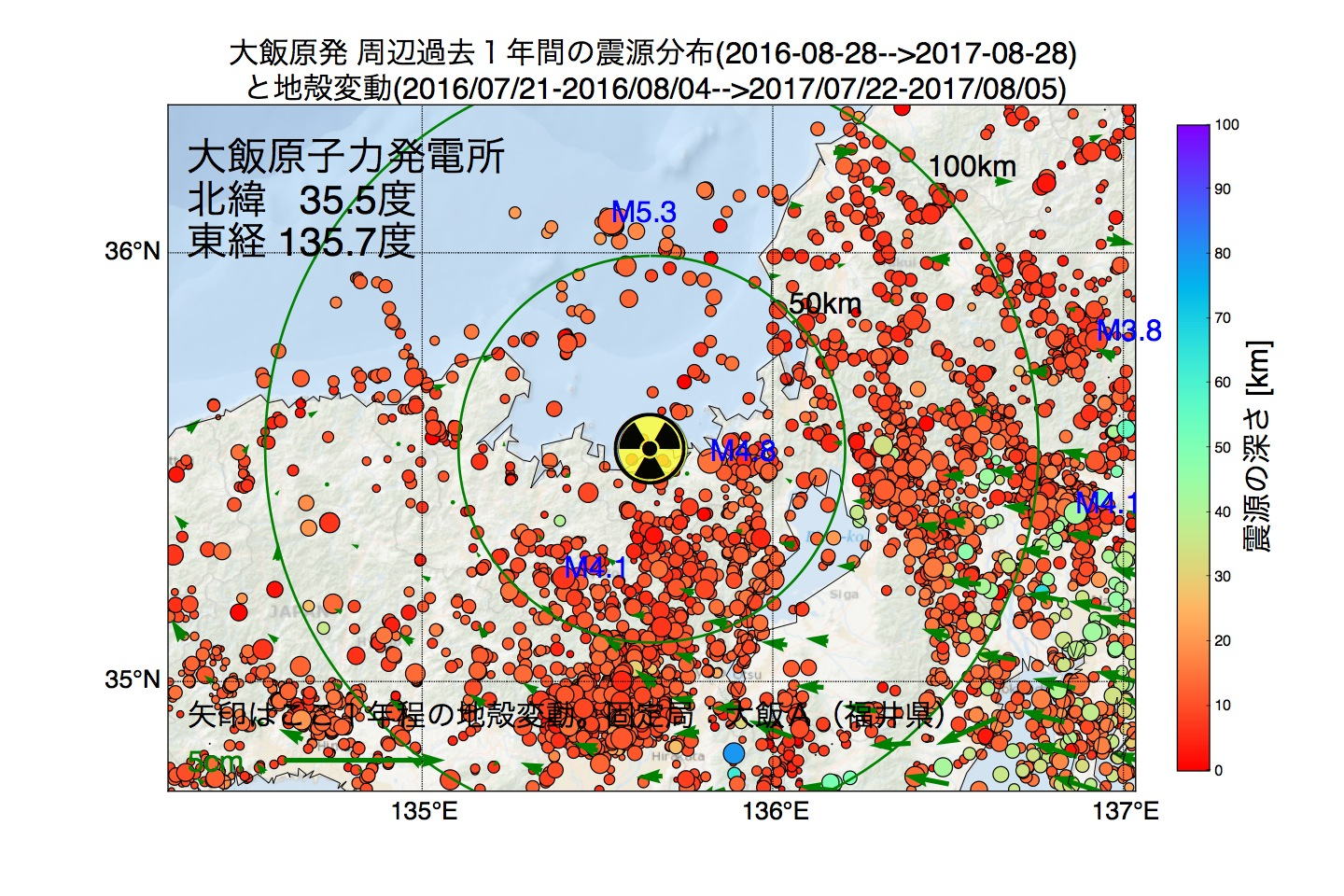
大飯原子力発電所周辺の過去１年間の地震の震源分布と地殻変動（防災科学技術研究所 Hi-net 高感度地震観測網の地震データと国土地理院の電子基準点の位置データより作成）

2011年3月11日の時点では、大飯発電所の1 - 4号機はそれぞれ以下の状態であった。
| 番号  | 状態                                                        |
| ----- | ----------------------------------------------------------- |
| 1号機 | 2010年12月10日から定期検査中（2011年3月10日から調整運転中） |
| 2号機 | 2010年11月17日から通常運転中                                |
| 3号機 | 2010年6月6日から通常運転中                                  |
| 4号機 | 2010年6月23日から通常運転中                                 |

3月11日に福島第一原子力発電所事故が発生し、原子力発電所の安全性の問題が全国で注目を集めるようになった。
国の原子力安全・保安院は約3週間後の3月末に、緊急安全対策を各電力会社に指示した。経済産業省はこの対策が講じられたことが確認できれば再稼働は可能との見解で、経済産業大臣（当時）の海江田万里は6月に原発の安全宣言を出し、定期検査の予定の作業が終了した玄海発電所の再稼働を進めようとしていた。しかし、事故の検証が未実施で安全基準が示されていないとして、13基の商用原発を抱える福井県などから時期尚早との声が上がった。そこで、政府（菅政権）は、ストレステストを導入し、1次評価で安全性を確認してから再稼働の是非を判断することとなった。
これを受け、関西電力は10月28日に3号機の、11月17日に4号機のストレステスト1次評価を原子力安全・保安院に提出した。
国の原子力安全・保安院は、2012年2月13日に関西電力が提出した3号機および4号機のストレステストについて、「妥当」とする審査書を発表した

。また、3月23日に原子力安全委員会はこの保安院の審査書を「妥当」と確認した
。
2012年7月1日の3号機運転再開の時点では、空冷式で1825kVAの容量を持つ非常用発電装置を高台に設置する、非常用電源を発電設備につなぐための恒設ケーブルを設置する、といった対策はとられていたものの、免震事務棟の建設、フィルター付きベント装置の設置、防潮堤のかさ上げのような大規模工事を要する対策は進行途中であった。

### 政府3閣僚協議
原子力安全・保安院と原子力安全委員会が関西電力が提出したストレステストの結果、安全性は確保されていると認定したため、その後の再稼働は政治判断となった。4月3日から内閣総理大臣の野田佳彦と経済産業大臣の枝野幸男、原発事故担当大臣の細野豪志、内閣官房長官の藤村修（関係3閣僚）の協議が6回行われた。
この過程で4月6日に国は「原子力発電所の再起動にあたっての安全性に関する判断基準」（暫定基準）を示し、関西電力は4月9日に、当時得られた福島原発事故の技術的知見から必要とされる安全対策の現状と今後の計画を提出した。同日にも3閣僚協議が開かれ、枝野経産相は「工程表は再稼働の安全基準におおむね適合している」と表明し、事実上の安全宣言をした。4月13日に開かれた6回目の協議で、3,4号機が新たな安全基準を満たしていると最終確認し、関西電力の供給力を上積みしても管内は厳しい電力不足に直面しているとして、再稼働が必要だと結論づけた。
この工程表で、放射性物質を除去するフィルター付きベント装置を2015年度に設置する方針が初めて示されたり、免震事務棟の設置が1年前倒しの2015年度とされたりと安全対策の計画に進展はあった。
また、枝野は再稼働を巡って『福井県とおおい町の「同意」と滋賀県や京都府など近隣自治体の「理解」を得る必要がある』としたが、藤村がこれには法律上の同意義務規定は存在しないと述べている。

### 立地自治体
政府は4月13日までに安全性確認と再稼働必要性の検討を終え、4月14日には枝野が福井入りし、地元自治体である福井県知事の西川一誠やおおい町町長の時岡忍に再稼働を要請した。西川と時岡は判断を保留した上で、電力消費地が再稼働に理解することに政府が責任を持つよう要求した。
政府は再稼働への同意をおおい町議会に要請し、5月14日に全員協議会が開かれ、議員のほとんどが賛成して再稼働容認を決めた。しかし、時岡町長は県原子力安全専門委員会（県専門家委）の意向も踏まえて判断するとしているため、県専門家委の結論が大幅にずれ込んでいることから、町としての同意には至っていない。時岡の息子が大飯発電所の下請け会社の社長であることからこの会社の経営のために大飯原発を動かしたいのではないか、という説がテレビ朝日の討論番組で放送されている。

### 再稼働
2012年7月5日に3号機が発送電を開始、21日には4号機が発送電を開始し、これにより節電数値目標は中部・北陸・中国エリアでは撤廃、四国では7%から5%に緩和された。再稼働による融通電力量の増加がなければ、九州電力は計画停電に踏み切らざるを得なかった公算が大きいとされる。その後、2013年9月2日には3号機が定期検査のため停止、15日には4号機も定期検査に入った。
その後、2018年3月から3号機が再稼働し、同年5月からは4号機も再稼働した。これらの再稼働を受け、燃料費メリットを電気料金価格に反映させるため、経済産業省電力・ガス取引監視等委員会料金審査専門会合での審査の結果座長の山内弘隆一橋大学大学院経営管理研究科教授により「大飯発電所3、4号機の再稼働によるメリットを適切に反映している」と総括され、同年7月から関西電力の電気料金が平均4.03％引き下げられることとなった。
この間、2014年に福井地方裁判所（樋口英明裁判長）により運転差し止めが命じられたが、執行停止のまま行われた控訴審で2018年に名古屋高等裁判所金沢支部（内藤正之裁判長）により、運転差し止め命令が取り消された。

## 各種課題

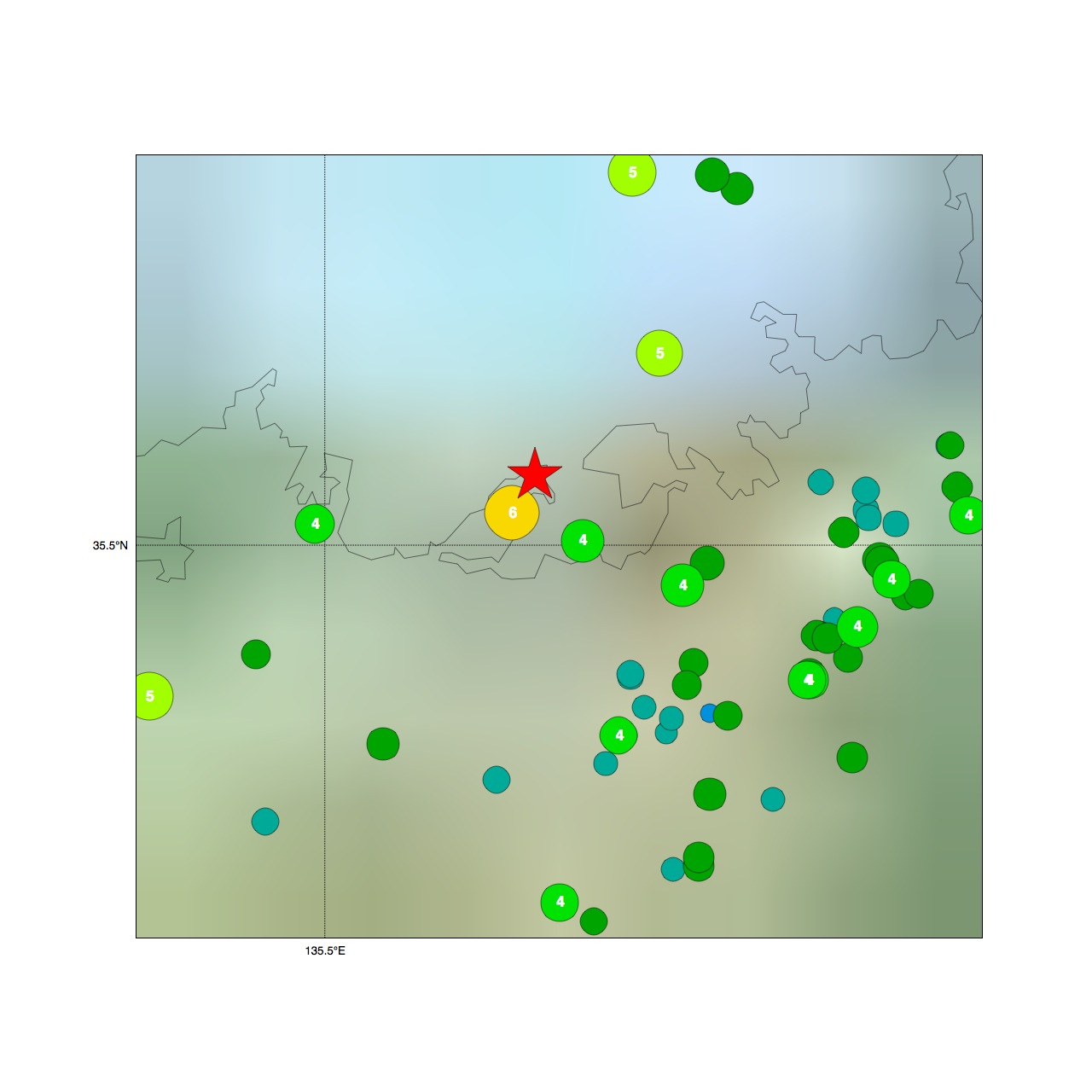
1990年以降に大飯原発30km圏内で発生した地震の震源マップ(気象庁の地震データより作成)

### 過去の津波による被害記録の発見
大飯発電所の他にも関西電力、日本原子力発電の商用原子力発電所、日本原子力研究開発機構のもんじゅが位置する若狭湾は、天正地震の津波で大きな被害が出たことが明らかになった（なお関西電力はこの地震を受けて実施された調査以前から文献の内容を把握していた）。
関西電力は、日本原子力発電、日本原子力研究開発機構と共同で調査を行い、天正地震の津波については5月中旬、ボーリング調査の調査でわかる範囲の他の時代の津波を含め、最終的な報告を10月末頃に行うとしている。
追加調査の結果、各発電所の安全性に影響を与えるような津波の痕跡は認められなかったと原子力規制委員会に報告に報告された。

### 活断層
大飯1、2号機と3、4号機の間をほぼ南北方向に走る破砕帯が活断層である可能性があり、原子力安全・保安院の指示により、2012年11月2日に専門家による現地調査が開始された。
トレンチ調査やボーリング調査を行い分析した結果、破砕帯は活断層ではないことが確認され、その旨原子力規制委員会に報告された。

### 発電所工事にまつわる不祥事
電気工事会社・太平電業の福井県大飯事業所長らが、大飯発電所に、請負契約を装う形で、請負会社の社員を設備改修工事に派遣していたことが明らかとなり、請負会社の役員らとともに、職業安定法違反の容疑で逮捕された。請負会社の役員の1人が、指定暴力団・工藤会系組長の妻であることも判明しており、これら一連の原発への派遣事業が、工藤会への資金源となっていた可能性が指摘されている。

### 中間所蔵施設候補地の選定
2017年、福井県は関西電力に対し、3号機、4号機の再稼働にあたり福井県外に使用済み核燃料の中間貯蔵施設の候補地を選定するように求め、関西電力は2018年内に候補地を公表することに合意した。しかしながら候補地の選定は難航を続けており、2018年内に公表する目途は立たなかった。

## トラブル

### 3号機の配管から海水漏れ
2021年8月4日関電はタービンを回した後の蒸気を冷やすための配管から海水が漏れたが、放射性物質の漏えいはなく安全上の問題はないと発表した。関電によると4日午前5時過ぎ、循環水ポンプと復水器の間にある弁付近から海水が漏れているのを発見し、2台のポンプのうち1台を停止させた。5日、配管に直径約4センチの穴が開いているのを確認し、原子力規制委員会に報告したと発表した。冷却効率が落ちるため、出力を65％に下げた上で漏水箇所を調べた。